# Krištof 02
Krištof 02 (také Krištof 2, česky Kryštof 02) je volací znak a všeobecně rozšířené označení vrtulníku a základny letecké záchranné služby v Banskobystrickém kraji na Slovensku. Letecká záchranná služba byla v Banské Bystrici poprvé do provozu uvedena 1. července 1987. Jednalo se o druhou stanici letecké záchranné služby na území Československa, která byla uvedena do provozu. Prvním provozovatelem byl státní podnik Slov-Air, který pro potřeby letecké záchranné služby používal sovětské vrtulníky Mil Mi-8. Později došlo ke změně provozovatele, společnost BEL AIR nasazovala pro leteckou záchrannou službu vrtulníky Mil Mi-2 a Bell 206 a společnost Záchranný systém Slovakia používala stroj Bell 407. V současné době je provozovatelem základny a vrtulníku společnost Air - Transport Europe (ATE), která leteckou záchrannou službu zajišťuje jako nestátní zdravotnické zařízení. Společnost ATE převzala provoz této stanice 15. srpna 2001. Ve stejný den převzala společnost ATE provoz letecké záchranné služby také na stanici Krištof 01 v Bratislavě. Zpočátku používala stroje Mil Mi-2 a PZL Kania, od roku 2004 jsou používány pro leteckou záchrannou službu moderní dvoumotorové vrtulníky Agusta A109K2. Provoz stanice je nepřetržitý.